# 大発会・大納会

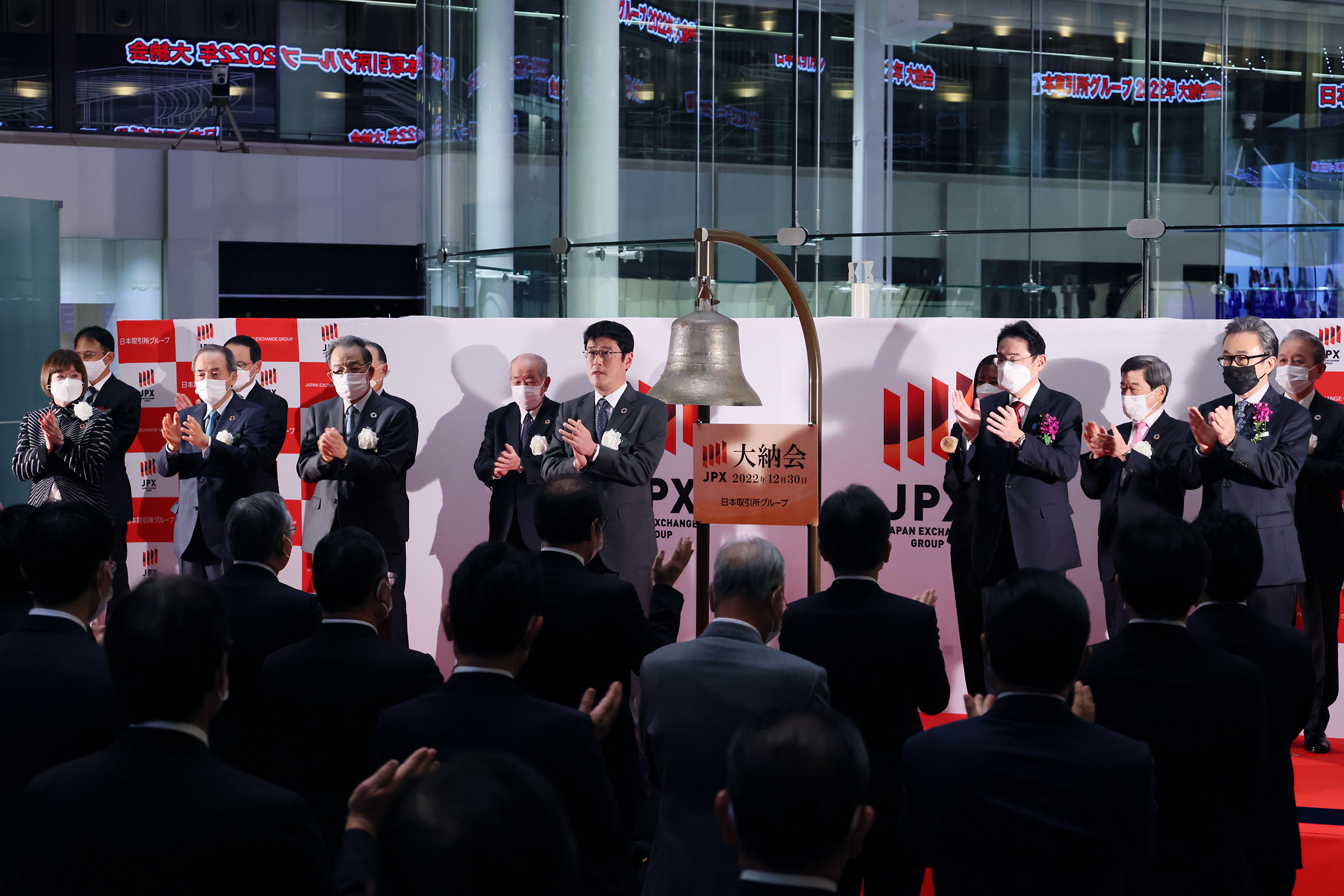
東京証券取引所での大納会（2022年）

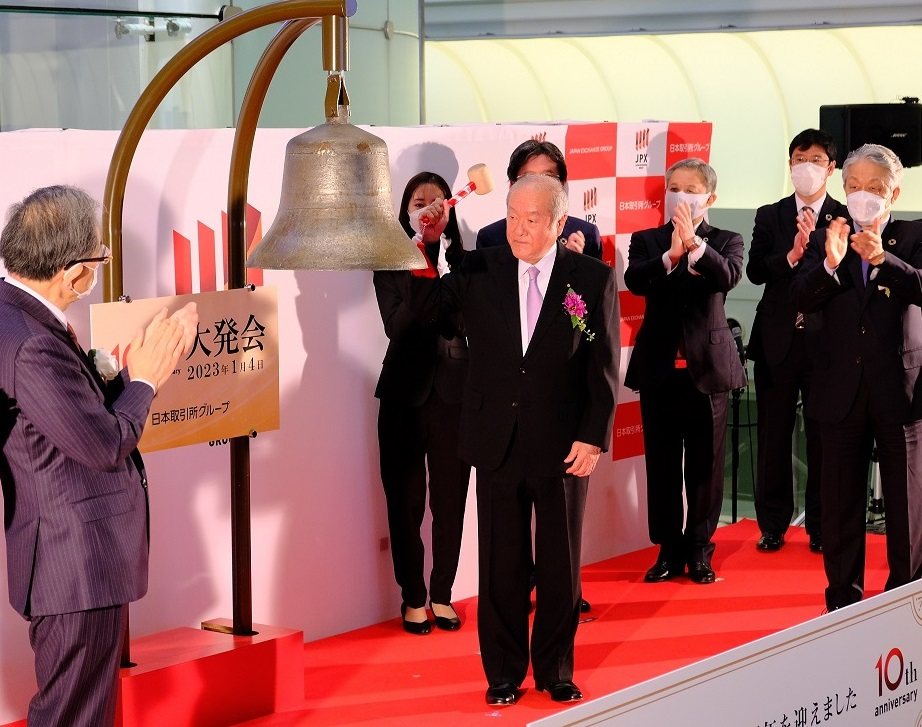
東京証券取引所での大発会（2023年）

大発会（だいはっかい、だいほっかい）および大納会（だいのうかい）は、日本の証券取引所における、「1年間の取引の初日と最終日に行われる催事」。転じて、その営業日。

## 概要
当日には、各界からのゲストを招いた「手締め」または「万歳三唱」が行われるのが恒例である。
かつては大発会・大納会は共に午後（後場）は休場になり、午前11時で立会取引を終了していた（詳細は後述）。

## 大発会
新年最初の営業日に開催される。土日祝が重ならなかった場合は1月4日である。立会取引は、通常通り前場後場とも行われる。
若い女性（東証の場合、同社の社員や関連各所の女性）が艶やかな晴れ着姿で参加するのが恒例である（東証では立会開始の鐘を鳴らすのが恒例である）。大発会日の取引は株価が上昇することが多い。最近20年間で日経平均株価（225種）が下落したのは2020年を含め7回である（参考文献参照）。これは新年最初というお祝いムード（ご祝儀相場）と、大納会で手仕舞いした反動の買いなどが原因として挙げられる。

## 大納会
年内最後の営業日に開催される。土日祝が重ならなかった場合は12月30日である。官公庁の御用納めと同じ12月28日に行われていた時期もあったが、証券市場の完全週休二日制実施以降は、12月30日に行われるようになった。立会取引は、通常通り前場後場とも行われる。
大納会日前は、休日の不透明感を意識した買い控えや、税金対策のための損失確定、6月・12月決算の企業における権利落ち日の直後などで、平均株価が下降する場合もある。
なお、それらの売り圧力が一段落し、株価が下げ止まると、大納会日に株価が上昇することがある。

### 東証の大納会
東京証券取引所の大納会では、2002年以降その年話題となったキーパーソンをゲストに呼び、立会終了の鐘を鳴らすのが恒例となっている。また、来場者に、その場で打たれた生そば（持ち帰り用）が振舞われた。以下、ゲストの一覧である。
- 2002年 - 長嶋茂雄
- 2003年 - 毛利衛
- 2004年 - 野村忠宏
- 2005年 - 為末大
- 2006年 - 井口資仁
- 2007年 - 茂木健一郎
- 2008年 - 鈴木孝幸、小椋久美子、潮田玲子
- 2009年 - 石川遼
- 2010年 - 川口淳一郎
- 2011年 - 佐々木則夫、安藤梢
- 2012年 - 吉田沙保里
- 2013年 - 佐藤真海
- 2014年 - シャーロット・ケイト・フォックス
- 2015年 - 佐渡裕
- 2016年 - 伊調馨、くまモン
- 2017年 - 井山裕太
- 2018年 - 西野朗
- 2019年 - 野村萬斎
- 2020年 - ゲストなし
- 2021年 - 吉沢亮
- 2022年 - 三谷幸喜
- 2023年 - 栗山英樹
- 2024年 - ゲストなし

### 大阪取引所（旧大証）の大納会
2021年から2022年までは、大阪取引所の大納会でもゲストを呼んで立会終了の鐘を鳴らした。また、事前申込制で来場者の入場もあった。
- 2021年 - ディーン・フジオカ
- 2022年 - 山下美夢有、西村優菜

## 大納会・大発会日の終日取引化
東京証券取引所では、2009年12月30日の大納会および2010年1月4日の大発会から、通常日同様に終日取引を行うこととなった。その理由としては東証のコンピュータシステムの変更に伴う、システム負担の軽減を目的としている。
他の証券取引所についても、東証と同様である。

## 備考
- 商品取引所の場合、大発会・大納会が行われる日付は証券取引所と同じである。ただし、夜間にも取引が行われている東京商品取引所では、大発会当日は、日中立会および夜間立会が行われるが、大納会当日は日中立会のみ行う（毎年の最終営業日「大納会」においては、日中立会終了後の夜間立会は行わない）。堂島取引所では、大発会・大納会両当日ともに、前場3節までの立会を行い、後場全節休会。
- 外国為替相対取引（外為相対）に関しては、土曜日・日曜日・元日と各国の法定祝日を除いて、24時間取引が行われるため、大発会・大納会は行われていない。